# Die for You
«Die for You» (en español: «Moriría por ti») es una canción interpretada por el cantante canadiense The Weeknd, parte de su tercer álbum de estudio Starboy (2016). Fue escrita por Abel Tesfaye, Martin McKinney, Prínce 85, Dylan Wiggins, Magnus Høiberg y William Thomas Walsh y producida por Doc McKinney, Cirkut, The Weeknd, Cashmere Cat y Prince 85. Es una de las pistas de Starboy que se presentaron en el cortometraje Manía. Recibió las primeras emisiones de la radio urbana y urbana AC en agosto de 2017, y fue enviada a la radio rítmica contemporánea el 19 de septiembre como quinto sencillo del álbum en Estados Unidos. La canción también estaba programada para ser enviada a la contemporary hit radio de Estados Unidos el 5 de diciembre, sin embargo, su lanzamiento al formato en el país fue cancelado por razones desconocidas. Sin embargo, más tarde impactó en el formato de radio en 2022 después de su resurgimiento constante en línea, con la canción, además, logrando un nuevo pico dentro del top 10 del Billboard Hot 100 casi seis años después de su pico original de 43.

## Antecedentes y lanzamiento
En una entrevista en Beats 1 Radio con Zane Lowe, the Weeknd reveló que la canción estaba terminada una semana antes del lanzamiento de Starboy. Debido al contenido lírico de la canción, que detalla los sentimientos contradictorios de terminar una relación con alguien a quien todavía ama, fue la canción más difícil de terminar del álbum.
La canción fue posteriormente servida a la radio rítmica el 19 de septiembre de 2017, en los Estados Unidos como el sexto sencillo general de Starboy. Tras su lanzamiento como sencillo en Norteamérica, la canción se colocó modestamente en las listas de varios componentes de Billboard y se convirtió en un moderado éxito canadiense. Más tarde, «Die for You» se incluiría en la lista de canciones del segundo álbum de grandes éxitos de The Weeknd, The Highlights, que salió a la venta el 5 de febrero de 2021.
Después de un resurgimiento de la popularidad gracias a TikTok en septiembre de 2021, su vídeo musical oficial fue lanzado el 25 de noviembre de 2021, junto con un lanzamiento digital independiente en Apple Music con su propia carátula. La canción más tarde pasaría a comenzar a recibir airplay de la contemporary hit radio a principios de agosto de 2022 a pesar de su lanzamiento cancelado al formato a finales de 2017.

## Música y composición
«Die for You» está escrita en la tonalidad de Do sostenido menor y tiene un tempo de 67 pulsaciones por minuto.

## Recepción comercial
En Estados Unidos, «Die for You» alcanzó el número 43 en la lista Billboard Hot 100 y permaneció en ella durante tres semanas. Además, la canción alcanzó el número 19 en la lista Hot R&B/Hip-Hop Songs. En Canadá, la canción alcanzó el número 35 en la lista Canadian Hot 100 y se mantuvo durante 20 semanas.
A finales de 2021 y a lo largo de 2022, «Die for You» experimentó un aumento en el consumo, ya que la canción se hizo viral en la plataforma de medios sociales TikTok junto con la canción del álbum «Stargirl Interlude». Este aumento en el streaming y las ventas llevó al álbum de la canción a volver a entrar en el top 40 de la lista Billboard 200. También llevó a la canción a entrar en el top 40 de múltiples listas de singles en Asia y Oceanía, con la canción además alcanzando el número 20 en la lista Billboard Global 200 y reingresando en el Billboard Hot 100, alcanzando el número seis. El 6 de febrero de 2023, «Die for You» encabezó la lista US Radio Songs, más de seis años después de su llegada en Starboy. También alcanzó el número uno en la lista US Pop Airplay basada en los 40 principales.

## Uso en los medios de comunicación
«Die for You» apareció en la segunda temporada de la serie de televisión de comedia dramática Insecure, de HBO. Debido a su aparición en la serie, la canción lideró la lista THR's Top TV Songs Chart en agosto de 2017.

## Vídeo musical
El 25 de noviembre de 2021, para celebrar el quinto aniversario del lanzamiento de Starboy, The Weeknd estrenó por sorpresa el vídeo musical de «Die for You», dirigido por Christian Breslauer. El vídeo rinde homenaje a la serie de televisión de terror y ciencia ficción Stranger Things y a la película de ciencia ficción de 1982, E.T., el extraterrestre.

## Remezclas

### Remix de SZA
El 4 de octubre de 2021, un remix inédito de «Die for You» con la participación de la cantautora SZA se estrenó en el decimoctavo episodio del programa de radio Memento Mori de Apple Music 1 de The Weeknd, tras un aumento del streaming que la canción recibió en septiembre de ese año.

### Remix de Ariana Grande
Un remix de la canción con la colaboración de la cantante estadounidense Ariana Grande salió a la venta el 24 de febrero de 2023. El 21 de febrero de 2023, Grande compartió un vídeo en las redes sociales en el que aparecía trabajando en el remix de la canción, el cual fue grabado mientras filmaba la adaptación cinematográfica del musical Wicked. La canción marca la cuarta colaboración entre The Weeknd y Grande, después de «Love Me Harder» (2014), «Off the Table» (2020) y «Save Your Tears (Remix)» (2021). Posteriormente se incluyó en la edición de lujo de Starboy con su lanzamiento el 10 de marzo de 2023.

## Lista de canciones
Sencillo digital / streaming
1. «Die for You» – 4:20
2. «Die for You» (instrumental) – 4:19

Sencillo digital / streaming
1. «Die for You» – 4:20
2. «Die for You» (music video) – 4:40

Sencillo digital / streaming
1. «Die for You» – 4:20
2. «Die for You» (instrumental) – 4:19
3. «Die for You» (music video) – 4:40

Sencillo digital / streaming
1. «Die for You» – 4:20
2. «Die for You» (instrumental) – 4:19
3. «Die for You» (sped up) – 3:43

Sencillo digital / streaming
1. «Die for You» (remix) (con Ariana Grande) – 3:52

## Posicionamiento en listas
| Listas (2016–2023)                        | Mejor posición |
| ----------------------------------------- | -------------- |
| Australia (ARIA)                          | 38             |
| Canadá (Canadian Hot 100)                 | 21             |
| Canadá AC (Billboard)                     | 18             |
| Canadá CHR/Top 40 (Billboard)             | 6              |
| Canadá Hot AC (Billboard)                 | 22             |
| Estados Unidos (Billboard Hot 100)        | 1              |
| Estados Unidos (Adult Contemporary)       | 24             |
| Estados Unidos (Adult Top 40)             | 10             |
| Estados Unidos (Dance/Mix Show Airplay)   | 11             |
| Estados Unidos (Hot R&B/Hip-Hop Songs)    | 3              |
| Estados Unidos (Mainstream Top 40)        | 1              |
| Estados Unidos (Rhythmic)                 | 2              |
| Francia (SNEP)                            | 138            |
| Filipinas (Billboard)                     | 15             |
| Global 200 (Billboard)                    | 20             |
| Grecia Internacional (IFPI)               | 14             |
| Irlanda (IRMA)                            | 49             |
| Lituania (AGATA)                          | 51             |
| Malasia Internacional (RIM)               | 6              |
| Países Bajos (Mega Single Top 100)        | 96             |
| Portugal (AFP)                            | 31             |
| Reino Unido (UK Singles Chart)            | 37             |
| Reino Unido (UK R&B Chart)                | 20             |
| República Checa (Singles Digitál Top 100) | 92             |
| Singapur (RIAS)                           | 20             |
| Suecia Heatseeker (Sverigetopplistan)     | 1              |
| Vietnam (Vietnam Hot 100)                 | 39             |

| Lista (2017)                 | Posición |
| ---------------------------- | -------- |
| US Hot R&B Songs (Billboard) | 35       |

| Lista (2018)                 | Posición |
| ---------------------------- | -------- |
| US Hot R&B Songs (Billboard) | 44       |

| Lista (2022)                         | Posición |
| ------------------------------------ | -------- |
| Global 200 (Billboard)               | 103      |
| US Hot R&B/Hip-Hop Songs (Billboard) | 49       |
| Vietnam (Vietnam Hot 100)            | 96       |